# Vertigini (Noemi)
Vertigini è un singolo della cantante italiana Noemi, pubblicato il 14 maggio 2010 come secondo estratto dalla riedizione del primo album in studio Sulla mia pelle.

## Descrizione
Il brano è stato composto da Massimiliano Calò, Giuseppe Romanelli e Diego Calvetti, quest'ultimo anche produttore dello stesso. Una prima versione apparve nell'EP di debutto dell'artista, Noemi, mentre quella pubblicata come singolo si caratterizza per sonorità più vicine a un soul di ispirazione anni sessanta, oltre a una risata della cantante presente nel finale.

## Promozione
Vertigine viene estratto come singolo il 7 maggio 2010, ma a causa di alcune problematiche tra radio e discografia, è stato ripubblicato il 14 dello stesso mese, incontrando tuttavia la medesima situazione. Nonostante il continuare delle tensioni tra le emittenti radiofoniche e il Consorzio Fonografici SCF, il singolo è riuscito a ottenere un buon riscontro, raggiungendo la top 10 della Top Singoli.

### Controversie
Il brano viene pubblicato in un momento in cui vi sono tensioni tra il mondo della discografia e quello delle radio; queste ultime rivendicando un aumento dei diritti fonografici decidono di non inserire nel palinsesto musicale le nuove hit: tra i brani mancanti, per l'appunto, anche Vertigini. Si decide, per tanto, di ripubblicarlo come singolo il 14 maggio 2010, ma la situazione è la medesima: le radio non trasmettono le nuove uscite discografiche. Alla base della mancata trasmissione in radio, comunque, non vi è un motivo da ricercarsi nei brani, ma vi è la succitata ragione puramente di natura economica.

## Tracce
Testi e musiche di Massimiliano Calò, Giuseppe Romanelli e Diego Calvetti.
1. Vertigini (Radio Edit) – 3:36